# Alto representante para Bosnia y Herzegovina
El alto representante para Bosnia y Herzegovina (en bosnio y croata, Visoki predstavnik za Bosnu i Hercegovinu; en serbio, Високи представник за Босну и Херцеговину), junto con la Oficina del Alto Representante (en bosnio y croata, Ured visokog predstavnika; en serbio, Уред високог представника;) en Bosnia y Herzegovina, se creó en 1995 inmediatamente después de la firma de los acuerdos de Dayton que pusieron fin a la guerra de Bosnia.
El propósito del alto representante y la Oficina del Alto Representante es supervisar la implementación civil de los acuerdos de Dayton. También sirve para representar a los países involucrados en la implementación del acuerdo de Dayton a través del Consejo de Implementación de la Paz.
Hasta el presente, todos los altos representantes nombrados han sido de países de la Unión Europea, mientras que sus principales adjuntos han sido de los Estados Unidos. El alto representante adjunto principal se desempeña como supervisor internacional de Brčko, representando a la comunidad internacional en el distrito de Brčko.

## Fundamento jurídico en los acuerdos de Dayton
El acuerdo de Dayton creó la base legal para la Oficina del Alto Representante. Su anexo 10 establece la institución de la Oficina del Alto Representante en Bosnia y Herzegovina para supervisar la implementación civil del acuerdo, representando a los países involucrados en los acuerdos de Dayton a través del Consejo de Implementación de la Paz.

## Los poderes de Bonn de la Oficina del Alto Representante
En su reunión de diciembre de 1997 en Bonn (Alemania), el Consejo de Implementación de la Paz acordó otorgar más poderes sustanciales a la Oficina del Alto Representante, para evitar que la implementación de los acuerdos de Dayton se retrasara u obstruyera por los políticos nacionalistas locales. Se solicitó a la Oficina que:
1. adoptase decisiones vinculantes cuando las partes locales parezcan incapaces o no estén dispuestas a actuar;
2. destituir a los funcionarios públicos que violen compromisos legales o, en general, a los acuerdos de Dayton.[3]

Los poderes de Bonn fueron ampliamente utilizados por la Oficina en la siguiente década. Algunos ejemplos incluyen la adopción de la reforma de la Defensa en abril de 2003, con la supresión del Consejo Supremo de Defensa de la República Srpska y la enmienda de las leyes constitucionales de la entidad.
Hasta 2004, la Oficina había destituido a un total de 139 funcionarios, incluidos jueces, ministros, funcionarios públicos y miembros de los parlamentos, a veces junto con la congelación de sus cuentas bancarias. Después de las elecciones de 2002, la Oficina examinó a todos los candidatos políticos para cargos ministeriales importantes a nivel de entidad y Estado.
Las críticas a la acción de la Oficina del Alto Representante a través de los poderes de Bonn incluyen:
1. La falta de responsabilidad del cargo, que solo es responsable ante el Consejo de Implementación de la Paz;
2. La falta de apelación de sus decisiones, que no obligan a una audiencia preliminar de las personas interesadas, y que tienen efecto inmediato. Las destituciones pueden, en algunos casos, imponer una prohibición de por vida para el acceso a cargos públicos.

La Asamblea Parlamentaria del Consejo de Europa, a la que Bosnia y Herzegovina se había unido en 2002, ha expresado quejas contra las acciones de la Oficina y exige que transfiera sus poderes a las autoridades bosnioherzegovinas lo antes posible.
La interferencia prolongada de la Oficina del Alto Representante en la política de Bosnia y Herzegovina también se considera una de las causas del bajo compromiso de los ciudadanos con el Estado (demostrado por la baja participación de votantes) y de la baja rendición de cuentas de los políticos (cuyas acciones finalmente están sujetas a revisiones externas).

## Fusión con el representante especial de la Unión Europea

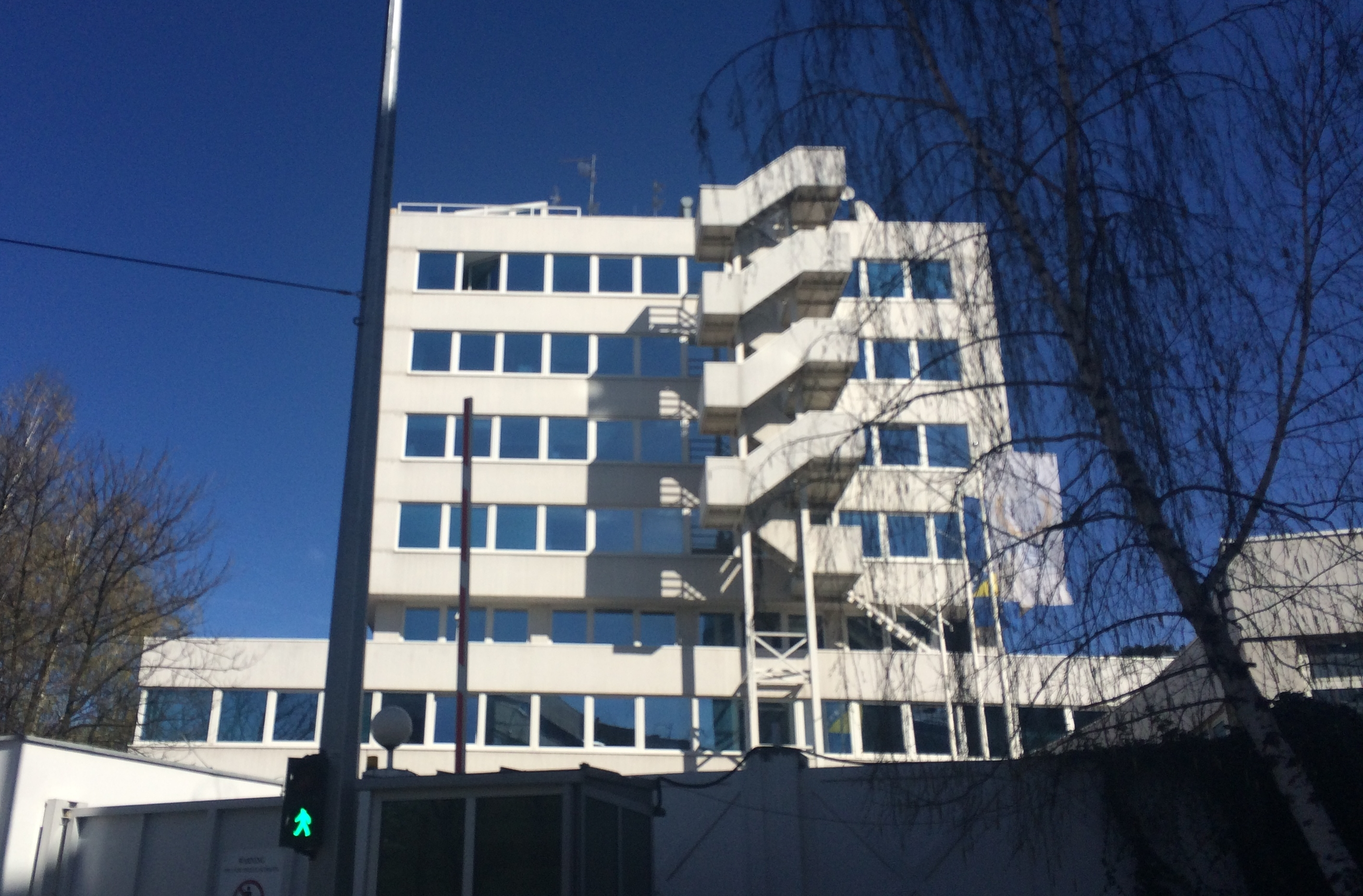
Sede de la Oficina del Alto Representante en Grbavica, Sarajevo.

Entre 2002 y 2011, el alto representante también se desempeñó como representante especial de la Unión Europea en Bosnia y Herzegovina.
Bajo el mandato del alemán Christian Schwarz-Schilling, la Oficina del Alto Representante pareció suavizar su invasividad, gracias a las presiones del Consejo de Europa y la creciente participación de la Unión Europea. El número de iniciativas legislativas de la Oficina y de funcionarios despedidos disminuyó.
El 27 de febrero de 2008, el Consejo de Implementación de la Paz decidió poner fin al mandato del alto representante el 30 de junio de 2008. La decisión de la Unión Europea de cerrar la Oficina del Alto Representante en junio de 2007 provocó inesperadamente la preocupación de la población bosnioherzegovina, las organizaciones no gubernamentales y los políticos. Sin embargo, desde la revisión del Consejo de Implementación de la Paz de febrero de 2008, se decidió extender ese mandato de manera indefinida hasta que se hayan cumplido una serie de puntos de referencia positivos.

## Condiciones para el cierre de la Oficina del Alto Representante
En febrero de 2008, el Consejo de Implementación de la Paz estableció las condiciones para el cierre de la OHR. Los problemas más críticos se considerarán objetivos que deben alcanzar las autoridades de Bosnia y Herzegovina antes de que se pueda realizar la transición de la OHR a la presencia de la Unión Europea. De una larga lista de prioridades conocidas, el Consejo seleccionó las más importantes para la transición y el cierre de la OHR:
- Resolución de la propiedad estatal.
- Resolución de la propiedad de defensa.
- Finalización del control del distrito de Brčko.
- Sostenibilidad fiscal del estado: completada a partir de mayo de 2010, debe mantenerse de forma continua.[9]
- Afianzamiento del Estado de derecho: completado a partir de mayo de 2010, debe mantenerse de forma continua.[9]

Además de estos objetivos también hay dos condiciones:
- Firma del Acuerdo de Estabilización y Asociación, completado el 16 de junio de 2008
- Evaluación positiva de la situación en Bosnia y Herzegovina por parte de la Junta Directiva del Consejo, que se realizará después de que se hayan completado todas las demás cuestiones.

La condición adicional no escrita que se aplicará a través de la condición final de la "evaluación realizada por la Junta Directiva del Consejo", fue adoptada posteriormente por los Estados Unidos y algunos países de la Unión Europea:
- Reforma de la constitución para cumplir con la decisión del Tribunal Europeo de Derechos Humanos de diciembre de 2009.

El cierre de la Oficina del Alto Representante es considerado por la Junta Directiva del Consejo de Implementación de la Paz como una condición previa para ser miembro de la Unión Europea e incluso para Estado candidato.

## Lista de altos representantes para Bosnia y Herzegovina
| N.º | Alto representante | Alto representante          | Período                 | Período              | País de origen |
| --- | ------------------ | --------------------------- | ----------------------- | -------------------- | -------------- |
| 1   |                    | Carl Bildt                  | 14 de diciembre de 1995 | 17 de junio de 1997  | Suecia         |
| 2   |                    | Carlos Westendorp           | 18 de junio de 1997     | 17 de agosto de 1999 | España         |
| 3   |                    | Wolfgang Petritsch          | 18 de agosto de 1999    | 26 de mayo de 2002   | Austria        |
| 4   |                    | Paddy Ashdown               | 27 de mayo de 2002      | 31 de enero de 2006  | Reino Unido    |
| 5   |                    | Christian Schwarz-Schilling | 1 de febrero de 2006    | 30 de junio de 2007  | Alemania       |
| 6   |                    | Miroslav Lajčák             | 1 de julio de 2007      | 25 de marzo de 2009  | Eslovaquia     |
| 7   |                    | Valentin Inzko              | 26 de marzo de 2009     | 31 de julio de 2021  | Austria        |
| 8   |                    | Christian Schmidt           | 1 de agosto de 2021     | en el cargo          | Alemania       |